# Stazione di Miradolo Terme
La stazione di Miradolo Terme è una fermata ferroviaria posta sulla linea Pavia-Cremona; serve l'omonimo centro abitato.

## Storia
Già nota semplicemente come "Miradolo", assunse la denominazione attuale nel 1938.

## Strutture e impianti
La fermata consta di un unico binario, servito da un marciapiede. Vi è un fabbricato viaggiatori, di cui solo il piano terra è accessibile ai passeggeri. È presente infatti una piccola sala di attesa.

## Movimento
La fermata è servita dai treni regionali in servizio sulla tratta Pavia-Codogno, eserciti da Trenord e cadenzati a frequenza oraria.